# Elia XII (XI) Denha
Elia XII Denha (o Dinkha) (1700 – Alqosh, aprile 1778) è stato un vescovo cristiano orientale siro, patriarca della Chiesa d'Oriente della linea Elia dal 1722 al 1778.
Poiché un patriarca di nome Elia VI non è mai esistito, benché censito nelle cronotassi tradizionali dei patriarchi della Chiesa d'Oriente, il numero ordinale corretto di Elia XII è quello di Elia XI.

## Biografia
Elia Denha nacque nel 1700, figlio di Hoshaba, sacerdote, fratello del patriarca Elia Marogin, e di Azdiya, figlia di Safar, che commissionò due manoscritti per il monastero di Rabban Ormisda. Uno dei suoi fratelli, il sacerdote Abramo, sarà il padre del futuro patriarca Elia Ishoʿyahb.
Sono due i natar kursya di Elia Marogin, documentati dalle fonti coeve, Ishoʿyahb (o Ishuyau) e Hnan-Isho (o Khnanishu). Quest'ultimo è menzionato dal 1719 al 1722 e probabilmente fu il nome di battesimo di Elia Denha, che succedette allo zio come patriarca della Chiesa d'Oriente, quando questi morì il 14 dicembre 1722. Elia Denha fu consacrato il 25 dicembre 1722, all'età di 22 anni.
Elia Denha pose la sua residenza nel monastero di Rabban Ormisda, come già avevano fatto i suoi predecessori. Quando il monastero fu saccheggiato e distrutto da Nadir Shah nel 1743, trasferì la sua sede nella vicina Alqosh e forse, successivamente, a Mosul.
Durante il suo patriarcato si intensificarono le iniziative della Chiesa cattolica per convertire al cattolicesimo le comunità della Chiesa d'Oriente, che, in numero sempre maggiore, passavano all'obbedienza romana. Elia Denha, appoggiato dalle autorità civili, fece imprigionare il patriarca cattolico Yosep III Maraugin e cercò di recuperare diversi villaggi cristiani, che erano passati alla Chiesa cattolica caldea.
Elia Denha si rese conto che la forza crescente del movimento cattolico, in particolare nella regione di Mosul, non poteva essere ignorata. Così, a partire dal 1735, cominciarono le trattative con il papa di Roma per raggiungere un accordo di unione delle due Chiese. Altre iniziative ebbero luogo negli anni 1749, 1750, 1756 e 1771, accompagnate da professioni di fede cattoliche. Tuttavia, questi tentativi compiuti dal patriarca non trovarono alcun seguito, poiché i papi non riconobbero mai ufficialmente queste professioni.
Nello stesso periodo anche i patriarchi della linea di Shimun, con sede a Qodchanis, inviarono a Roma professioni di fede nel tentativo di unirsi con la Chiesa cattolica. Secondo Joseph Habbi, questi tentativi di riavvicinamento a Roma non riflettevano una sincera adesione alla fede cattolica, ma servivano ai patriarchi nestoriani per rafforzare la loro autorità, sempre più in diminuzione a causa del diffuso movimento di cattolicizzazione delle comunità orientali.
Sono noti tre natar kursya durante il patriarcato di Elia Denha. Il primo è Ishoʿyahb, documentato come erede al trono patriarcale nel 1726 e nel 1729. Un altro natar kursya di nome Ishoʿyahb (sarà il futuro patriarca Elia Ishoʿyahb), consacrato metropolita nel 1744, è attestato fino al 1776, quando fu sostituito dal cugino Yukhannan, il futuro patriarca cattolico Yukhannan VIII Hormizd.
Elia Denha morì di peste nel mese di aprile del 1778. Incerta è la data esatta; la più attendibile è quella del 29 aprile, altre date documentate sono quelle del 12 e del 20 aprile.